# Liste der Bischöfe von Mâcon
Die folgenden Personen waren Bischöfe von Mâcon (Frankreich):
- Heiliger Placide 538–555
- Heiliger Salvin 560
- Heiliger Célidaine 567
- Heiliger Nizier ca. 575
- Heiliger Just ca. 580
- Heiliger Eusebius 581–585
- Heiliger Florentin ca. 590
- Déce I. 599–612
- Mummole ca. 612
- Dieudonné 615–650
- Aganon ca. 657
- Déce II.
- Domnole 743
- Leduard 801
- Gondulphe 813
- Hildebaud 814–830
- Bredincus 853–862
- Bernoud 864–873
- Lambert 875–878
- Gontard 879–885
- Heiliger Gérard 886–926
- Adalran 926
- Bernon 927–936
- Maimbode 938–958
- Theotelin 960–962
- Adon 963–973
- Johann 974–977
- Eudes ca. 979
- Milon 981–991
- Liébaud de Brancion 993–1018
- Gauslin 1019–1030
- Gauthier de Beaujeu, † 1062, 1030/1062 (Haus Beaujeu)
- Drogon 1059–1073
- Landry de Berzé 1073–1096
- Bérard de Châtillon 1097–1123
- Jocerand de Baisenens 1124–1140
- Ponce de Thoire 1140–1161
- Étienne de Bâgé 1164–1184
- Renaud de Vergy 1185–1197 (Haus Vergy)
- Ponce de Rochebaron 1202–1219
- Aymon 1221–1241
- Seguin de Lugny 1243–1257
- Jean de Damas 1262–1264
- Guichard de Germolles 1264–1276
- Pierre de La Jaisse 1277–1284
- Hugues de Fontaines 1284–1295
- Nicolas von Bar 1296–1316
- Jean de Salagny 1317–1358
- Philippe de Sainte-Croix 1363–1380
- Jean de Boissy 1382–1389
- Thiébaud de Rougemont 1389–1397
- Pierre de Juys 1398–1411
- Jean Christini 1412–1417
- Geoffroy de Saint-Amour 1418–1430
- Jean Le Jeune 1431–1433
- Jean de Macet 1434–1448
- Étienne Hugonet 1449–1473
- Philibert Hugonet 1473–1484 (Kardinal)
- Étienne de Longvy 1485–1510 (Haus Chaussin)
- Claude de Longvy 1510–1529
- François-Louis Chantereau 1529–1531
- Charles Hémard de Denonville 1531–1540 (Kardinal)
- Antoine de Narbonne 1541–1542
- Pierre du Châtel 1544–1551
- François de Faucon 1552–1554
- Amanieu de Foix 1557–1559
- Jean-Baptiste Alamanni 159–1582
- Luc Alamanni 1583–1599
- Gaspard Dinet 1599–1619
- Louis Dinet 1620–1650
- Jean de Lingendes 1651–1665
- Guillaume L e Boux 1665–1666
- Michel Colbert 1666–1676 (Haus Colbert)
- Michel de Cassagnet de Tilladet 1677–1731
- Henri-Constance de Lort de Sérignan de Vairas 1732–1763
- Gabriel François Moreau 1763–1790 (1801)